# Friedensprozess im Nahen Osten

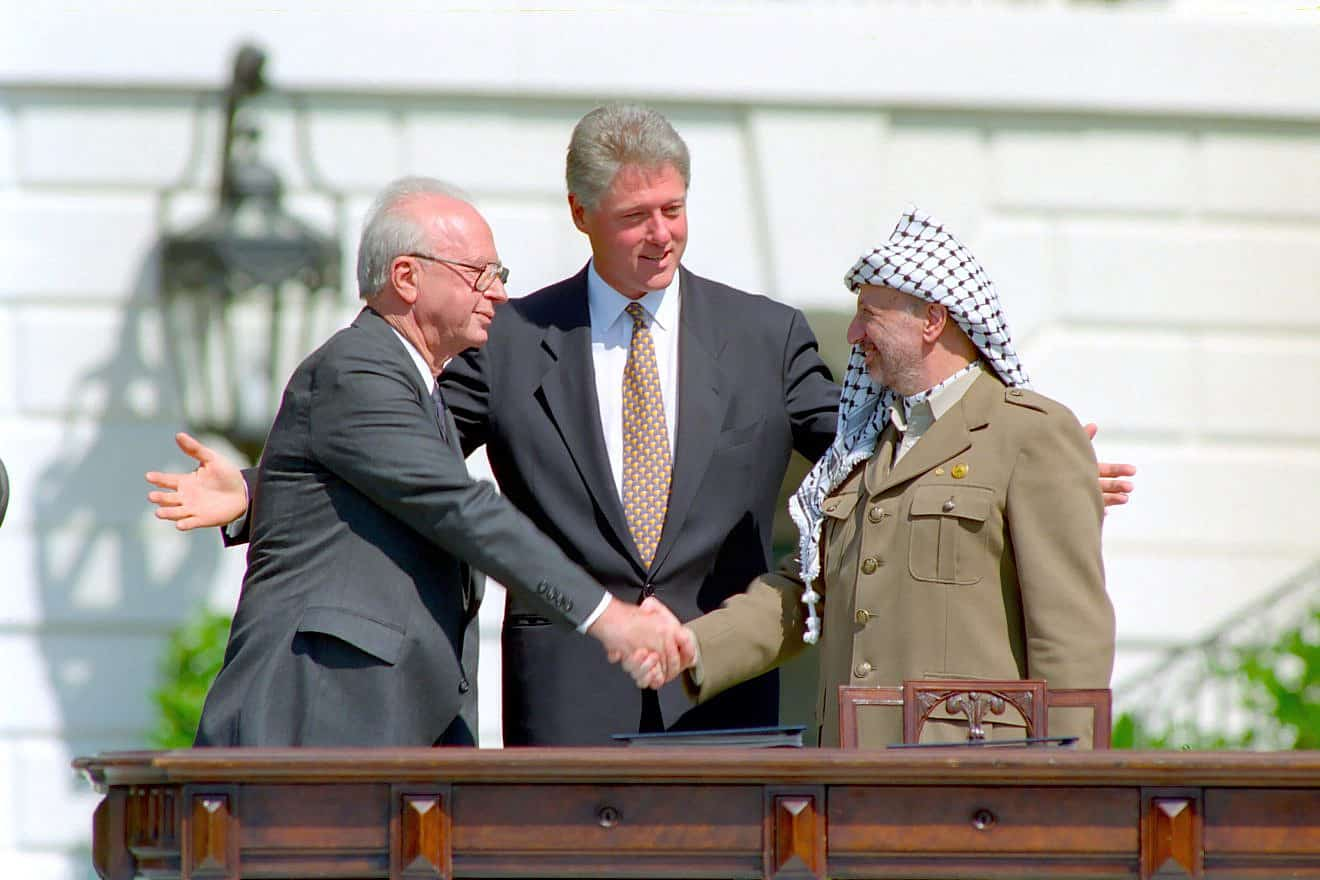
Der Handschlag zwischen Jitzchak Rabin und Jassir Arafat am 13. September 1993 gilt als Sinnbild des Friedensprozesses

Als Nahost-Friedensprozess werden diplomatische Bemühungen um eine friedliche Beilegung des Nahostkonfliktes bezeichnet, insbesondere die Initiativen zur Beendigung des Konfliktes zwischen Israel und den Palästinensern unter Vermittlung der Vereinigten Staaten und des Nahost-Quartetts. Unter Kritikern gilt der Begriff jedoch aufgrund der angeblichen Unlösbarkeit des Konfliktes oder mangelnden politischen Willens zur Umsetzung einer friedlichen Lösung mitunter als bloßes politisches Schlagwort.

## Begriffsgeschichte und Kritik
William B. Quandt zufolge setzte sich der Begriff des Friedensprozesses im Laufe der 70er Jahre unter amerikanischen Diplomaten zur Bezeichnung der Bemühungen um eine in Verhandlungen erzielte friedliche Lösung des israelisch-arabischen Konfliktes durch, der zuvor überwiegend kriegerisch ausgetragen worden war. Es ist jedoch angezweifelt worden, ob einzelne Ereignisse und diplomatische Erfolge tatsächlich den Gebrauch eines solch teleologischen Begriffes rechtfertigten, insbesondere unter dem Eindruck wiederholt ausbrechender Gewalt zwischen den Konfliktparteien. Irving Kristol sah den Begriff 1988 als bloßen Euphemismus für einen Kalten Krieg; Edward Said betrachtete den Gebrauch des Begriffes gar als „fahrlässigen Mord an der Sprache“.

## Diplomatische Initiativen zur Beilegung des Konfliktes

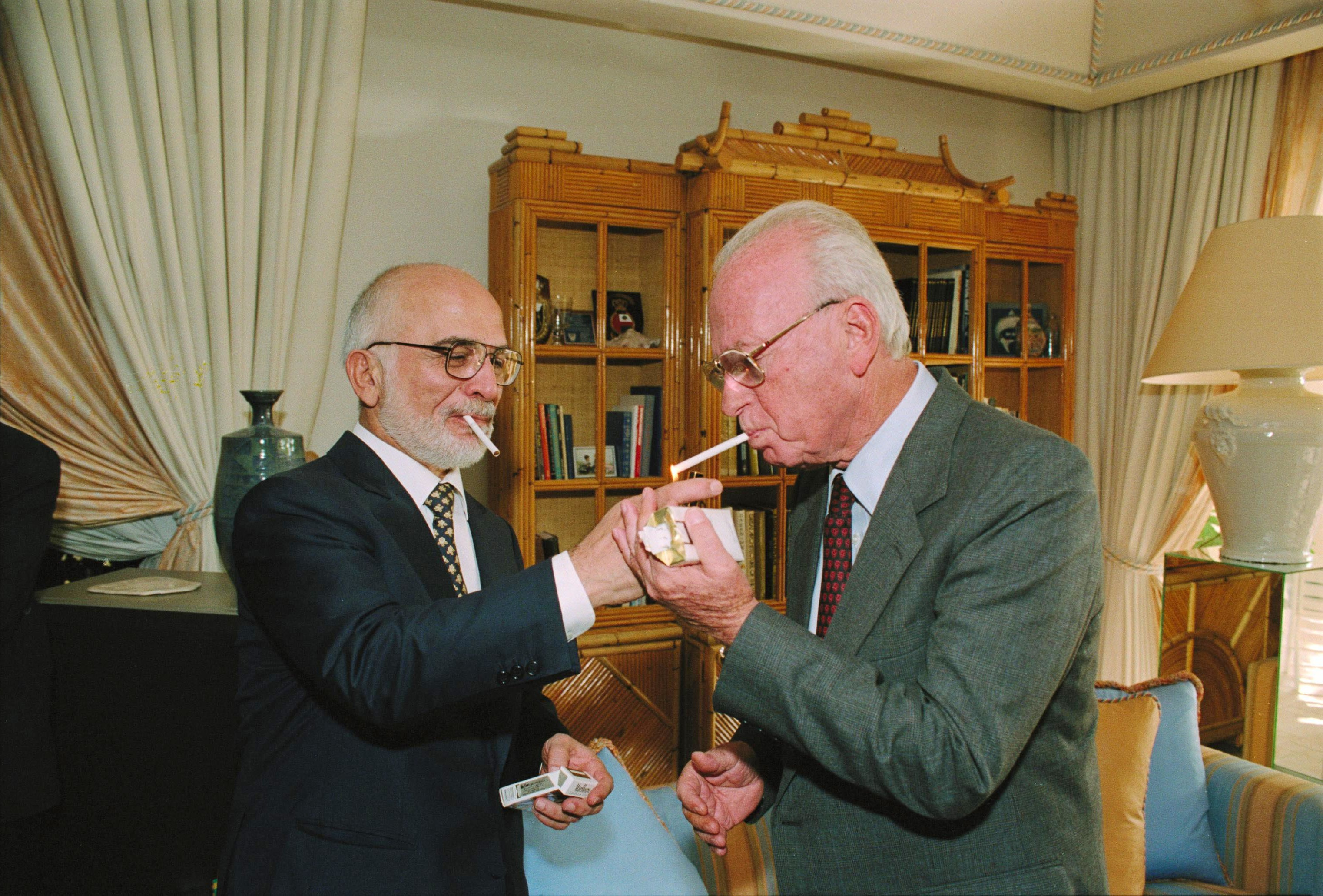
Hussein von Jordanien und Jitzchak Rabin nach der Unterzeichnung des israelisch-jordanischen Friedensvertrags

Bereits vor dem ersten arabisch-israelischen Krieg und der israelischen Unabhängigkeitserklärung gab es Versuche, die Konflikte zwischen Zionisten und Arabern diplomatisch beizulegen, etwa durch das Faisal-Weizmann-Abkommen von 1919. In der Regierungszeit von Mosche Scharet folgten weitere ernsthafte Bemühungen um Kompromisse mit den arabischen Nachbarn Israels, die jedoch infolge der Lawon-Affäre weitestgehend ausgesetzt werden mussten und unter David Ben Gurion nicht weiter fortgeführt wurden.
Seit den 1970er Jahren bemühte sich der US-Außenminister Henry Kissinger infolge des Jom-Kippur-Krieges verstärkt um eine diplomatische Lösung. Er etablierte so die Rolle der Vereinigten Staaten als wichtigstem Vermittler im Nahostkonflikt. Auf die Genfer Nahostkonferenz von 1973 folgten erste Interimsabkommen zwischen Israel und Ägypten sowie zwischen Israel und Syrien.
Der israelisch-ägyptische Friedensvertrag von 1979 und der israelisch-jordanische Friedensvertrag von 1994 können als erste konkrete Ergebnisse der Bemühungen um eine Normalisierung der Beziehungen zwischen Israel und den arabischen Staaten gesehen werden. Eine Anerkennung des Existenzrechts Israels durch andere arabische Staaten blieb bislang jedoch aus. Die arabische Friedensinitiative von 2002 stellte erstmals offiziell eine Aufnahme diplomatischer Beziehungen in Aussicht, stieß jedoch aufgrund ihrer Bedingungen zur Flüchtlingsfrage und zum Grenzverlauf bei der israelischen Führung auf Ablehnung.
Erste direkte Verhandlungen zwischen Israel und den Palästinensern auf Vermittlung Norwegens führten in den 90er Jahren zum Oslo-Friedensprozess. Mit der Roadmap wurde die Zweistaatenlösung das erklärte Ziel der Friedensbemühungen im Nahen Osten. Sie war lange Zeit auch das von der Mehrheit der israelischen und palästinensischen Bevölkerung favorisierte Modell zur Beendigung des Konfliktes. Alternative Vorschläge wie die binationale Lösung finden im Vergleich dazu weniger Unterstützung. Im Ergebnis ist oft zu hören, dass zwar jeder die Lösung des Konfliktes kenne, aber niemand den Weg, der dorthin führe.
Im Juli 2013 begannen auf Initiative von US-Außenminister John Kerry erneute direkte Verhandlungen zwischen Israelis und Palästinensern über eine umfassende und endgültige vertragliche Lösung des Konfliktes, die jedoch im April 2014 ergebnislos beendet wurden.

## Versuche der Konfliktbewältigung außerhalb von Verhandlungen

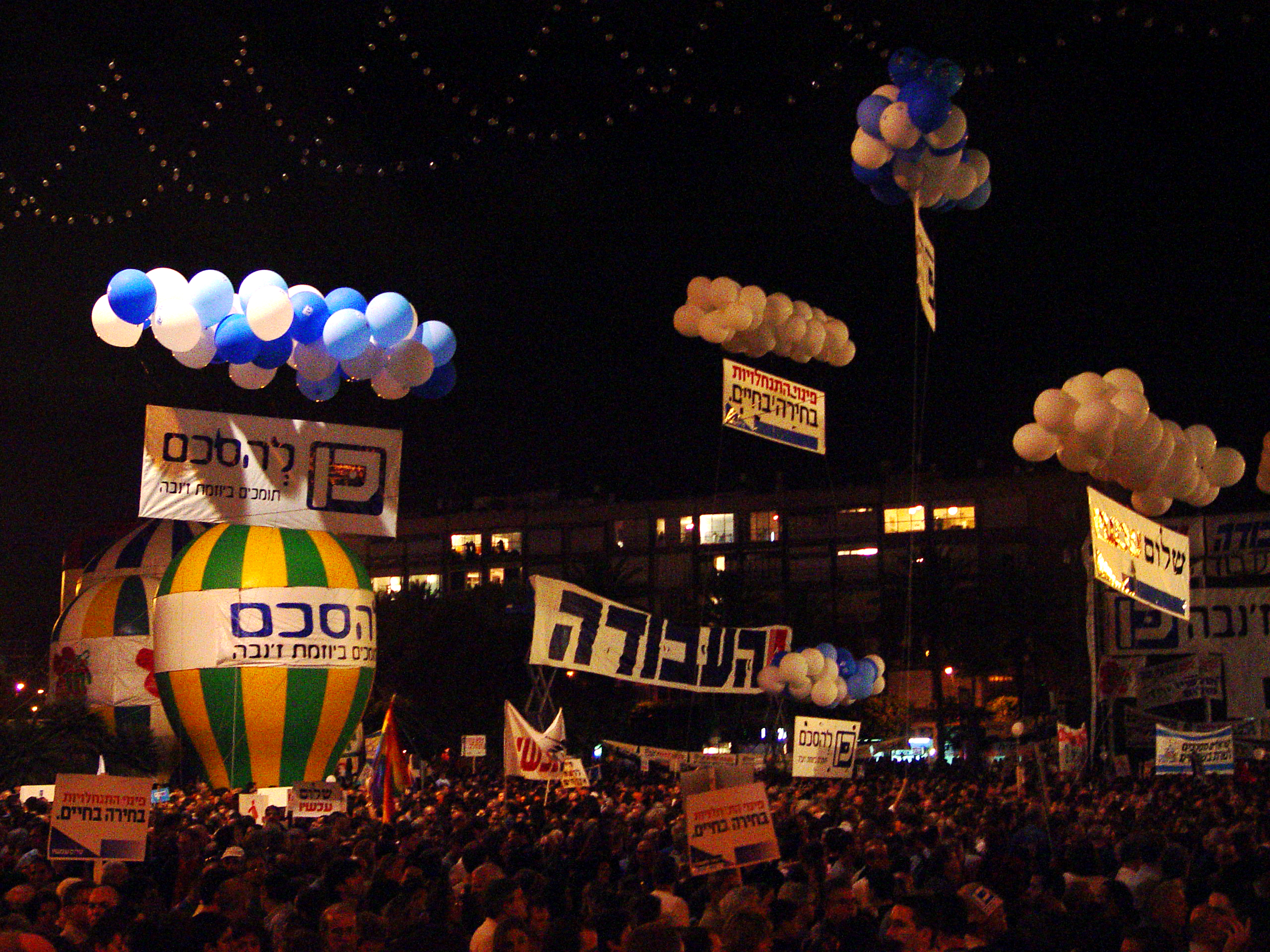
Demonstration zur Unterstützung der Genfer Initiative, Tel Aviv, 2004

Trotz wiederholter und langjähriger Versuche einer Beendung des Nahostkonfliktes auf dem Wege indirekter und direkter Verhandlungen ist der Konflikt weiter ungelöst. Aus diesem Grunde gab und gibt es verschiedene Versuche der Konfliktparteien, die Dynamik des Friedensprozesses außerhalb des Verhandlungsweges zu beeinflussen und dabei eigene Interessen gegebenenfalls auch einseitig oder gegen den Willen des Kontrahenten durchzusetzen. Zugleich gibt es inoffizielle und zivile Graswurzelbewegungen, Initiativen und Kampagnen, die den Friedensprozess auf anderen Ebenen stärken oder neu beleben wollen, wie etwa die Genfer Initiative von 2003.

### Wirtschaftliche Wege aus dem Konflikt
Gemeinsame wirtschaftliche Entwicklungsprogramme können den Friedensprozess in vielfältiger Weise voranbringen. Sie stärken die alltägliche Zusammenarbeit zwischen israelischen und palästinensischen Institutionen und verringern die Wahrscheinlichkeit terroristischer Anschläge und anderer Formen politisch motivierter Gewalt. Vor allem aber ist die Herstellung stabiler wirtschaftlicher Verhältnisse wesentlich für erfolgreiche Nationenbildung und damit eine Voraussetzung dafür, dass mit einer palästinensischen Staatlichkeit auch tatsächlich ein Ende des Konfliktes näher rückt.
Ein Beispiel dafür ist der ursprünglich durch japanische Vermittlung initiierte gemeinsame Entwicklungsplan für die Arava-Senke. 2013 einigten sich Israel, Jordanien und die Palästinensische Autonomiebehörde vertraglich über ein auf Jahre angelegtes Bauprojekt, im Rahmen dessen Wasser aus dem Golf von Akaba über Entsalzungsanlagen und Pipelines zur Trinkwasserversorgung und zur Verlangsamung der Austrocknung des Toten Meeres nutzbar gemacht und zahlreiche Arbeitsplätze geschaffen werden sollen.
Zudem ist auch darauf hingewiesen worden, dass sowohl Israel als auch die Palästinenser und die arabischen Staaten von einem Ende des Konfliktes wirtschaftlich deutlich profitieren könnten. Die bisher allein seit der Friedenskonferenz von Madrid 1991 durch den Konflikt entstandenen finanziellen Verluste für die Volkswirtschaften in der Region werden auf insgesamt über 12 Billionen Dollar geschätzt.

### Unilaterale Optionen
Unilaterale Optionen zur Konfliktbewältigung stehen aufgrund der erheblichen Asymmetrie des Konfliktes vor allem Israel als der politisch, wirtschaftlich und militärisch überlegenen Konfliktpartei zur Verfügung. Zu nennen ist hier etwa der 2004 beschlossene und 2005 umgesetzte israelische Abkoppelungsplan, der zur Räumung des Gazastreifens führte, und der darauf folgende Konvergenzplan, der jedoch nie praktisch umgesetzt wurde. Die Palästinenser versuchten 2011 ihrerseits, unilateral eine Anerkennung Palästinas als Vollmitglied der Vereinten Nationen und so eine größere Anerkennung der palästinensischen Staatlichkeit zu erreichen. Gidi Grinstein zufolge ist mit einem verstärkten Einsatz solcher Mittel zu rechnen, solange die strukturellen Mängel des Verhandlungsprozesses nicht behoben werden.

## Perspektiven des Friedensprozesses
Die realpolitische Entwicklung steht einer Zweistaatenlösung zunehmend entgegen. So ist die Zahl der in Siedlungen im Westjordanland wohnhaften israelischen Staatsbürger weiter gestiegen, auch eine israelische Annexion des Jordantals wird wieder diskutiert. Die faktische politische Spaltung der palästinensischen Führung infolge des andauernden Fatah-Hamas-Konfliktes erschwert die Bemühungen um eine friedliche Lösung des Konfliktes zusätzlich, ebenso wie die Instabilität vieler angrenzender arabischer Staaten infolge der Auswirkungen des arabischen Frühlings.
Nach Ansicht von Ilan Peleg und Paul Scham können allerdings „ironischer- und tragischerweise“ gerade auch Gewaltausbrüche den Friedensprozess neu beleben, da sie den Fokus weg von Konfliktmanagement und hin zur Konfliktlösung verlagern.